# Hành lang Đông Cửu Long

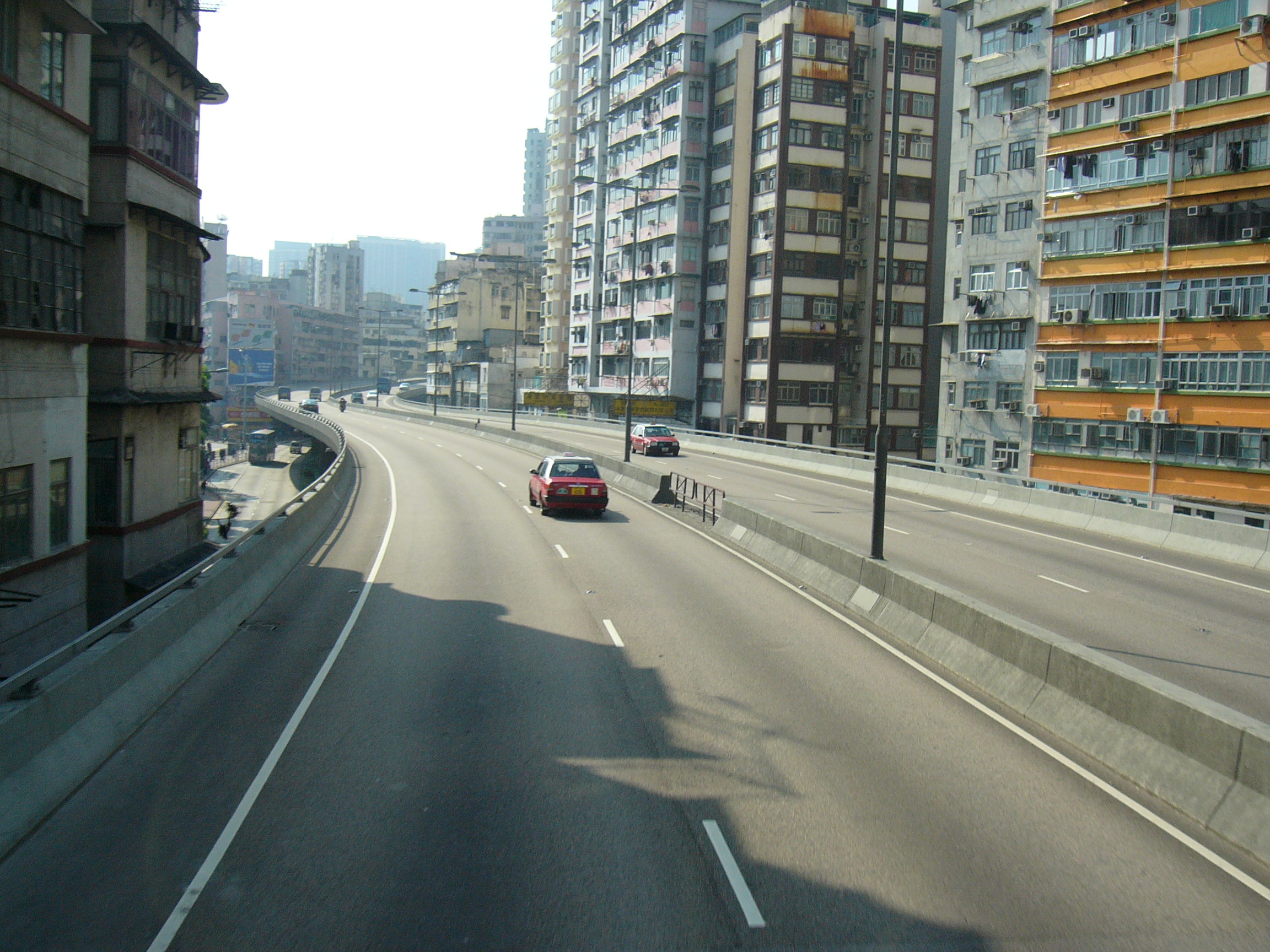
Hành lang Đông Cửu Long gần Nhà hát Cao Sơn

Hành lang Đông Cửu Long (tiếng Trung: 東九龍走廊) là đường cao tốc ở Cửu Long, Hồng Kông. Con đường là một phần của Tuyến đường số 5. Đó là một làn đường hai làn chạy từ lối ra của Đường hầm Khải Đức Toại gần đường Tống Hoàng Đài đến ngã ba với đường Mã Đầu Vy ở Hồng Khám, nơi cả hai con đường đều được nối tiếp bởi đường Thế Hàm.

## Mô tả
Kể từ khi hoàn thành vào năm 1981, Hành lang Đông Cửu Long, cùng với đường hầm Khải Đức Toại, đóng vai trò quan trọng trong việc chuyển hướng giao thông đường bộ ở Cửu Long bằng cách cung cấp lưu lượng giao thông giữa Hồng Khám và Quan Đường bằng cách qua đường tắt, do đó tránh gây tắc nghẽn giao thông ở Thổ Qua Loan, Vượng Giác, Cửu Long Thành và Ngưu Chì Loan nơi giao thông bị ùn ứ. Đặc biệt, Hành lang Đông Cửu Long mang đến cho người lái một cầu vượt thay thế giữa Hồng Khám và Cửu Long Thành. Theo nghĩa này, Hành lang Đông Cửu Long phục vụ như một sự thay thế lý tưởng cho người lái xe vì nó chỉ có hai lối thoát và không có đèn giao thông.
Về mặt địa lý, Hành lang Đông Cửu Long chạy trên đỉnh đường Cửu Long Thành và đường Mã Đầu Vy. Ngay trước lối vào đường hầm Khải Đức Toại là lối ra nhánh duy nhất của Hành lang Đông Cửu Long, đi đến đường Cửu Long Thành theo hướng bắc từ hướng bắc, đường Tân Sơn đi về hướng đông từ hướng nam và lối vào nhánh duy nhất đến hướng nam được cho ăn từ đường Tân Sơn về hướng tây. Nó xuống và tham gia vào đường Thế Hàm Bắc gần ngã tư Bột Quang Nhai.
Từ "Đông" được sử dụng để định hướng từ Hành lang Tây Cửu Long, nằm xa hơn về phía tây gần Lệ Chi Giác.

## Ảnh hưởng đến môi trường xung quanh
Vì nhiều tòa nhà đã được xây dựng xung quanh đường Cửu Long Thành và đường Mã Đầu Vy trước khi Hành lang Đông Cửu Long được xây dựng, cư dân trong quận, đặc biệt là những người sống ở các tầng thấp của các tòa nhà ở hai bên cầu vượt, bị ảnh hưởng bởi tiếng ồn phát ra từ động cơ xe trong giờ cao điểm. Nhiều cư dân đã chuyển đi từ những tòa nhà đó và các tòa nhà bị biến thành mục đích thương mại hoặc sử dụng khác.